# Joy Division
Joy Division là một ban nhạc rock thành lập năm 1976 tại Salford, Greater Manchester. Ban đầu có tên Warsaw, các thành viên trong nhóm là Ian Curtis (hát chính), Bernard Sumner (guitar và keyboard), Peter Hook (bass), và Stephen Morris (trống).
Được thành lập bởi Sumner và Hook sau khi cả hai đi tới một buổi biểu diễn của Sex Pistols, Joy Division vượt qua cái gốc punk rock của họ và phát triển một phong cách sẽ khiến họ trở thành một những nghệ sĩ tiên phong của phong trào post-punk. EP đầu tay được nhóm được phát hành năm 1978, An Ideal for Living, đã thu hút sự chú ý của Tony Wilson. Album đầu tay của Joy Division, Unknown Pleasures, được phát hành năm 1979 qua hãng đĩa độc lập của Wilson là Factory Records. Với sự giúp đỡ bởi nhà sản xuất Martin Hannett, album được các nhà phê bình tán dương. Mặc cho điều này, tâm trạng của Curtis luôn sầu muộn với những khó khăn cá nhân, gồm hôn nhân đổ vỡ và các cuộc động kính. Curtis cảm thấy thấy ngày càng khó khăn trong việc biểu diễn trực tiếp.
Tháng 5 năm 1980, Curtis, khi đó mới 23 tuổi, đã tự sát. Album thứ hai và cuối cùng của ban nhạc, Closer, được phát hành hai tháng sau đó; album và đĩa đơn "Love Will Tear Us Apart" trở thành những nhạc phẩm thành công nhất của ban nhạc trên bảng xếp hạng. Sau khi Curtis mất, các thành viên còn lại tiếp tục sáng tác dưới tên New Order, và đạt được cả thành công thương mại và sự ca ngợi của các nhà phê bình. Dù sự nghiệp chỉ kéo dài bốn năm, Joy Division đã trở thành một trong những ban nhạc rock có nhiều ảnh hưởng nhất cuối thập niên 1970.

## Đĩa nhạc
Album phòng thu
- Unknown Pleasures (1979)
- Closer (1980)